# Brevipecten
Brevipecten là một chi bướm đêm thuộc họ Erebidae.

## Các loài
- Brevipecten captata (Butler, 1889)
- Brevipecten clearchus Fawcett, 1916
- Brevipecten consanguis Leech, 1900
- Brevipecten cornuta Hampson, 1902
- Brevipecten dufayi Viette, 1976
- Brevipecten malagasy Viette, 1965
- Brevipecten niloticus Wiltshire, 1977
- Brevipecten purpureotincta Hampson, 1895